# Walerij Mińko
Walerij Wikientjewicz Mińko (ros. Валерий Викентьевич Минько, ur. 8 sierpnia 1971 w Barnauł) – rosyjski piłkarz grający na pozycji prawego lub środkowego obrońcy. W swojej karierze rozegrał 4 mecze w reprezentacji Rosji.

## Kariera klubowa
Swoją karierę piłkarską Mińko rozpoczął w klubie Dinamo Barnauł. W 1988 roku awansował do pierwszej drużyny i wtedy też zadebiutował w niej we Wtorej Lidze. W 1989 roku przeszedł do CSKA Moskwa. W sezonie 1989 awansował z CSKA z Pierwej Ligi do Wysszej Ligi. W sezonie 1991 wywalczył z CSKA tytuł mistrza Związku Radzieckiego oraz zdobył Puchar Związku Radzieckiego. W sezonie 1998 został z CSKA mistrzem Rosji. W CSKA grał do końca sezonu 2001. W 2002 roku przeszedł do Kubania Krasnodar, w którym grał przez rok w Pierwszej Dywizji. W 2002 roku zakończył karierę.
| Sezon | Klub            | Kraj  | Rozgrywki        | Mecze | Gole |
| ----- | --------------- | ----- | ---------------- | ----- | ---- |
| 1988  | Dinamo Barnauł  | ZSRR  | Wtoraja Liga     | 2     | 0    |
| 1989  | Dinamo Barnauł  | ZSRR  | Wtoraja Liga     | 1     | 0    |
| 1989  | CSKA Moskwa     | ZSRR  | Pierwaja Liga    | 1     | 0    |
| 1990  | CSKA-2 Moskwa   | ZSRR  | Wtoraja Liga     | 16    | 0    |
| 1991  | CSKA Moskwa     | Rosja | Wysszaja Liga    | 8     | 0    |
| 1992  | CSKA Moskwa     | Rosja | Priemjer-Liga    | 18    | 2    |
| 1993  | CSKA Moskwa     | Rosja | Priemjer-Liga    | 26    | 6    |
| 1994  | CSKA Moskwa     | Rosja | Priemjer-Liga    | 16    | 2    |
| 1995  | CSKA Moskwa     | Rosja | Priemjer-Liga    | 24    | 0    |
| 1996  | CSKA Moskwa     | Rosja | Priemjer-Liga    | 33    | 1    |
| 1997  | CSKA Moskwa     | Rosja | Priemjer-Liga    | 28    | 0    |
| 1998  | CSKA Moskwa     | Rosja | Priemjer-Liga    | 25    | 1    |
| 1999  | CSKA Moskwa     | Rosja | Priemjer-Liga    | 28    | 1    |
| 2000  | CSKA Moskwa     | Rosja | Priemjer-Liga    | 19    | 0    |
| 2001  | CSKA Moskwa     | Rosja | Priemjer-Liga    | 16    | 0    |
| 2002  | Kubań Krasnodar | Rosja | Pierwyj diwizion | 3     | 0    |

## Kariera reprezentacyjna
W 1991 roku Mińko zajął z reprezentacją Związku Radzieckiego U-20 3. miejsce na Młodzieżowych Mistrzostwach Świata 1991.
W reprezentacji Rosji Mińko zadebiutował 9 października 1996 roku w zremisowanym 1:1 meczu eliminacji do MŚ 1998 z Izraelem, rozegranym w Ramat Gan. Od 1996 do 1998 roku rozegrał w kadrze narodowej 4 mecze.